# Mesothelae
Mesothelae Pocock, 1902 è un sottordine dell'ordine Araneae della classe Arachnida.
Il nome deriva dal greco μέσος, mésos, cioè "che sta al centro", "in mezzo" e probabilmente θήλη, thḗle, cioè "apparato riproduttore", ed il suffisso -ae, che designa l'appartenenza ad un ordine o un sottordine.

## Caratteristiche
La caratteristica di questo sottordine è di essere Orthognatha, in quanto hanno cheliceri dalle punte rivolte verso il basso, come negli appartenenti il sottordine Mygalomorphae; non vi è però relazione diretta dal punto di vista sistematico fra i due sottordini.
Si pensa che l'antenato comune di tutti i ragni fosse un Orthognatha, e che, di tutti i sottordini susseguitisi, solamente gli Araneomorphae cambiarono il loro allineamento dei cheliceri, mentre i Mygalomorphae e i Mesothelae trattennero come caratteristica i cheliceri simplesiomorfi. Caratteristica distintiva è quella di avere lo sterno, punto di attacco delle zampe, sul lato ventrale del prosoma.

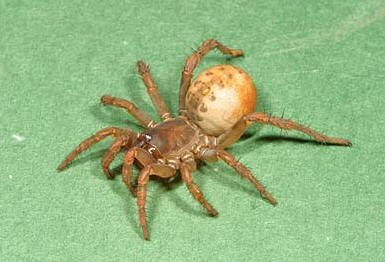
Ryuthela secundaria, femmina

Hanno vari caratteri plesiomorfici, cioè attribuiti a specie primitive lungo la linea evolutiva, quali ad esempio il tergite piatto sul lato dorsale e la posizione mediana delle filiere sul lato ventrale dell'opistosoma. Sono privi di ghiandola e dotto velenifero, posseduti praticamente da tutti gli altri ragni.
Tutti i Mesothelae hanno quattro paia di filiere e, come i migalomorfi, hanno due paia di polmoni a libro.

## Distribuzione

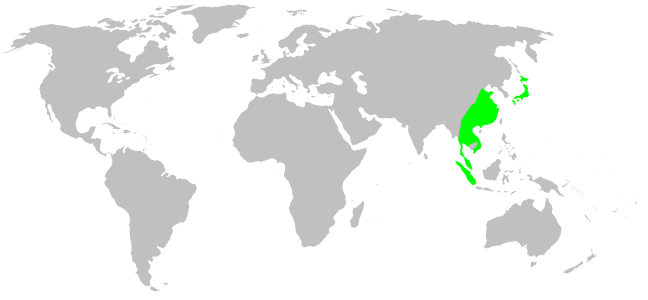
Mesothelae, distribuzione

Sono ragni rinvenuti nell'Asia sud-orientale, nella Cina meridionale e nel Giappone meridionale. Tre specie del genere Liphistius della Malaysia sono endemiche di grotte e caverne e in genere prediligono luoghi molto umidi.

## Tassonomia
Gli Heptathelidae erano considerati tempo fa una loro famiglia a sé stante; a seguito di un lavoro dell'aracnologo Raven del 1985, sono confluiti nella famiglia Liphistiidae rendendola di fatto l'unica in cui rifluiscono tutti i ragni con le caratteristiche dei Mesothelae.
Attualmente, al 2017, comprende una sola famiglia vivente (con 8 generi e 96 specie):
- Liphistiidae Thorell, 1869

e tre famiglie fossili:
- † Arthrolycosidae Frič, 1904 (2 generi e tre specie)
- † Arthromygalidae Petrunkevitch, 1923 (con otto generi e nove specie)
- † Pyritaraneidae Petrunkevitch, 1953 (con due generi e tre specie)